# Topoľčianky
Topoľčianky (maďarsky Kistapolcsány, též Kis-Tapolcsány, německy Kleintopoltschan) jsou obec na Slovensku v okrese Zlaté Moravce.

## Historie
První písemná zmínka o obci pochází z roku 1293. Archeologické nálezy však dokumentují slovanské osídlení již ze 6.-7. století n. l. První písemná zmínka se vztahuje k vodní tvrzi, která patřila pánům z rodu Topoľčianských. Zakladatelem rodu byl Comes Haslav, který dostal od krále výsadu rýžovat zlato v místních tocích Leveš a Zlatňanka. Jednalo se o rod velmi bohatý, možná právě proto členové rodiny sváděli mezi sebou kruté boje plné intrik a podnikali loupeživé výpady do okolí. Významnou osobností rodu byl Ján Topoľčiansky přezdívaný za zásluhy v bojích proti Turkům „turkobijec“. Ten nechal na konci 16. století strhnout původní tvrz a na jejím místě postavit novou pevnost s ústředním nádvořím, základ dnešního zámku. Rod Topoľčianskych vymřel v roce 1614 a jeho majetek byl prodán ve veřejné dražbě v roce 1616.
Koupil jej baron Ladislav Petho-Hetessi, jehož dcera se později provdala za Pavla Rákocziho a panství přešlo do rukou tohoto vlivného rodu. V době tureckého drancování byla pevnost ušetřena za cenu obětování 24 ze 31 vesnic topoľčianského panství Turkům. Po smrti Pavla Rákocziho panství připadlo jeho synu Ladislavovi a jeho manželce Alžbětě. Ti zásadním způsobem přestavěli pevnost na zámek, zejména nechali postavit loggie a arkády na nádvoří a zámeckou kapli. Jejich dcera Alžběta provdaná Erdödyová byla velmi zbožná, nechala v městečku založit nemocnici, starobinec a sirotčinec, za což jí byl udělen Rytířský řád. Jako vdova se přestěhovala na blízký hrad Hrušov a zámek připadl Františku Rákoczimu. Ten stál při povstání na straně vzbouřenců proti císaři a po porážce vzpoury v roce 1708 byl poškozen jak zámek tak i hrad Hrušov, který od té doby leží v ruinách.
Poškozený zámek koupil kníže Coburg, ale vzápětí jej prodal Karlu Zichymu, který zámek opravil. V roce 1742 panství odkoupil rod Keglevichů. Členové rodu se zasloužili o dobudování zámku a zejména zámeckého parku. V roce 1890 přešel majetek do rukou Habsburků, kteří jej vlastnili až do rozpadu monarchie. Arcikníže Josef August Habsburský si místo velmi oblíbil, pořídil hodnotné interiéry, rozšířil park, založil oboru, hřebčín, jízdárnu a myslivecký zámeček. V roce 1919 uvalilo ministerstvo zemědělství v Praze na panství Topoľčianky vnucenou správu a správcem jmenovalo Vincenta Lušku.

## Letní sídlo Tomáše Garrigua Masaryka
Po rozpadu Rakouska-Uherska zámek převzala Československá republika. Stal se letním sídlem prezidentů ČSR. Pravidelně zde pobýval zejména Tomáš Garrigue Masaryk, který zde dokonce přijímal státní návštěvy. Z jeho rozhovorů s Karlem Čapkem na tomto zámku vznikly Hovory s T. G. M.
Další českoslovenští prezidenti v Topoľčiankách pobývali spíše krátkodobě, až v roce 1957 rozhodnutím vlády tehdejší ČSR přešel zámek do vlastnictví Revolučního odborového hnutí a sloužil k tzv. výběrové rekreaci.
V současné době byly některé místnosti, jež prezident Masaryk obýval, uvedeny do původního stavu a jsou přístupné veřejnosti.

## Demografické údaje
Obec měla k 31. prosinci 2004 2877 obyvatel.

## Pamětihodnosti a turistické atrakce
- Kaštel v Topoľčiankách postavený v renesančním a klasicistickém stylu – národní kulturní památka
- římskokatolický kostel sv. Kateřiny Alexandrijské z roku 1779, poutní místo
- Národní hřebčín – jediná „živá“ národní kulturní památka, hippologické muzeum
- zubří obora

## Slavní rodáci
- František Wiesenthal (1856–1938) – malíř[4]
- Pavol Haspra – slovenský divadelní a televizní režisér
- Robo Kazík – slovenský zpěvák a podnikatel.